# 南島中學
南島中學（英語：South Island School）是英基學校協會在香港香港島南區黃竹坑的一所傳統英式國際學校。

## 歷史
南島中學於1977年為函接港島中學之中學課程而成立，為10-18歲的在港外籍學生提供中學課程。於1983年遷至現址。創辦初期有宋慶齡樓及一座室外游泳池。隨著學校不斷擴大，設施需求殷切。接著的一座新大樓命名為霍金樓，亦興建了一座室內游泳池。
2003年，學校需求開始飽和。大批學生的成長促成了新校舍的興建，校方決定分別在C座及S座旁興建新校舍。於2004年，新座落成，命名為達文西樓。
2010年，學生游暘銜接海外大學的國際文憑大學預科課程中取得滿分45分佳績。於2012年，更有3位學生取得滿分佳績。

## 發展
學校都推行1：1筆記本電腦計劃。

## 外部連結
- 官方網頁 （页面存档备份，存于）